# ムスタファー・アブーシャーグール
ムスタファー・アブーシャーグール（アラビア語: مصطفى ابوشاقور غيت ابوشاقور、1951年2月15日 - ）は、リビアの政治家。2011年から2012年まで同国副首相を務めた。2012年9月12日に首相に指名されたが、組閣に失敗したため解任され副首相に戻った。

## 概要
ガルヤーン出身。トリポリ大学で電子工学を学び、卒業後カリフォルニア工科大学へ。1977年に修士号、1984年には博士号を取得。
2011年のリビア内戦を契機にリビアへ帰国。リビア国民評議会に参加。
アブドッラヒーム・アル＝キーブ内閣の下で副首相に就任。2012年、国民議会選挙後の首相選挙において96票を獲得、94票だった元首相のマフムード・ジブリールを抑え選出された。しかし地域間の対立などから組閣作業は難航を極め、29人からなる組閣人事案を議会に提出したが否決。改めて10人から構成される「危機管理内閣」を提出したが再び否決された。組閣期限の10月7日までに承認を得られなかったため、不信任案を可決され首相を解任された。アル・キーブ政権そのものは信任されたため、アブーシャーグールは副首相にとどまった。その後、改めて首相にアリー・ゼイダーンが指名され、組閣人事が10月31日に議会によって承認され、11月14日に政権が発足したことに伴い、副首相を退任した。後任としてサーディク・アブドゥルカリーム・アブドゥルラフマーンが第一副首相に就任した。